# Winkelhebelsteuerung

Lok der kkStB-Reihe 178 mit Winkelhebelsteuerung

Die Winkelhebelsteuerung oder Gölsdorf’sche Winkelhebelsteuerung ist eine vom österreichischen Ingenieur und Lokomotiv-Konstrukteur Karl Gölsdorf entwickelte Steuerung für Dampflokomotiven. Es handelt sich um eine Abwandlung der verbreiteten Heusinger-Steuerung. Sie kommt ohne in Kulissen geführte Steine aus und besteht nur aus Hebeln, die auf Bolzen drehbar gelagert sind.

## Unterschied zur Heusinger-Steuerung
Die für die Heusinger-Steuerung charakteristische Schwinge, in der die Schieberschubstange mit einem Stein verschiebbar gelagert ist, wird hier durch einen Winkelhebel ersetzt, der die Bewegung über eine weitere horizontale (wenn in Mittelstellung) Stange auf die Schieberschubstange überträgt. Diese wird zur Umsteuerung wie bei der Heusinger-Steuerung durch Aufwerfhebel und Hängeeisen in der Höhe verstellt.
Die Steuerung wurde nur an wenigen Nebenbahn- und einigen Schmalspurlokomotiven, wie der Reihe 178 und Reihe 278 oder an der schmalspurigen Reihe Yv der Ybbstalbahn eingesetzt. Weder in Österreich noch in Europa setzte sich diese Steuerung durch. In den USA wurde jedoch im Wesentlichen auf dem gleichen Funktionsprinzip basierend die Baker-Steuerung entwickelt und fand dort große Verbreitung.